# Patsy Kensit
Patsy Kensit, all’anagrafe Patricia Frances Jude Kensit (Londra, 4 marzo 1968), è un'attrice, cantante e personaggio televisivo britannica.
Divenne nota negli anni ottanta come voce del gruppo Eighth Wonder. Ebbe anche una carriera da attrice recitando in film come Absolute Beginners e Arma letale 2, al fianco di Mel Gibson.

## Biografia
Nata a Londra, nel quartiere di Lambeth, a sud del Tamigi, da James Henry Kensit e Margaret Rose Doohan, originaria dell'Irlanda, Patsy Kensit ha un fratello maggiore, Jamie. La madre era pubblicista e il padre un gangster affiliato ai famigerati gemelli Kray di Londra. Soprannominato "Jimmy the Dip", era anche vicino alla banda rivale, quella dei Richardsons, per conto dei quali reggeva un'azienda con fini fraudolenti. Aveva trascorso un periodo in carcere prima della nascita della figlia; quest'ultima credeva che il padre fosse un commerciante di antiquariato. Il nonno paterno di Patsy era un rapinatore e un falsario e Reggie Kray era il padrino del fratello.
La sua prima prova di recitazione risale al 1972 quando partecipa a uno spot televisivo. Il primo film a cui prende parte in un ruolo secondario fu Il grande Gatsby (1974). Nel 1979 interpreta la parte di Oscar da bambina nel film Lady Oscar. Nel 1985 diviene la voce del gruppo Eighth Wonder, band che entra per tre volte nella classifica dei Top 40 con i brani Stay with Me, Cross My Heart e I'm Not Scared, quest'ultima scritta e prodotta dai Pet Shop Boys. Il gruppo realizza solo un album (Fearless), un EP (Brilliant Dreams) e una raccolta di successi, dopodiché si scioglie.

Kensit al Festival di Sanremo 1987, durante gli anni da front woman degli Eighth Wonder.

Nel 1986 è protagonista del film-musical Absolute Beginners, di Julien Temple: bizzarro omaggio agli anni sessanta della "Swinging London" e alle tensioni sociali che si agitavano dietro all'apparente allegria, il film è un flop ai botteghini, nonostante la presenza nel cast di David Bowie e una colonna sonora interessante (tra gli altri, Gil Evans, Sade, Paul Weller, Miles Davis, lo stesso Bowie).
Nel 1987 duetta con Eros Ramazzotti nel brano La luce buona delle stelle, inserito nell'album In certi momenti del cantante romano.
Nel 1988, al fianco del protagonista Ben Gazzara, interpreta un ruolo non marginale nel film Don Bosco (sceneggiato da Ennio De Concini), realizzato nell'anno del centenario della morte del santo piemontese fondatore dei Salesiani.
Dopo i successi con gli Eighth Wonder lascia definitivamente la musica nel 1989 per dedicarsi completamente al cinema. Nello stesso anno, interpreta un ruolo da co-protagonista nel film Arma letale 2, al fianco di Mel Gibson.
Nel 1991 interpreta quello che molti considerano il suo miglior ruolo nel film Twenty-One, che ottiene però scarso successo. Nel 1992 ottiene una candidatura agli Independent Spirit Awards come miglior attrice protagonista in Bella e accessibile. Sempre nel 1992 recita nella pellicola britannica Tutta colpa del fattorino e nel 1995 è tra i protagonisti di Angeli e insetti, insieme a Kristin Scott Thomas e Mark Rylance, che riscuote un buon successo. Lo stesso anno partecipa a un'audizione per la parte del Capitano Kathryn Janeway in Star Trek: Voyager, ruolo che va invece a Kate Mulgrew. Nel 2000 interpreta Anna nel film Best, storia del calciatore nordirlandese George Best. L'ultima sua interpretazione cinematografica di rilievo risale al 2002, con il film The One and Only, che però non arriva alla distribuzione nelle sale.

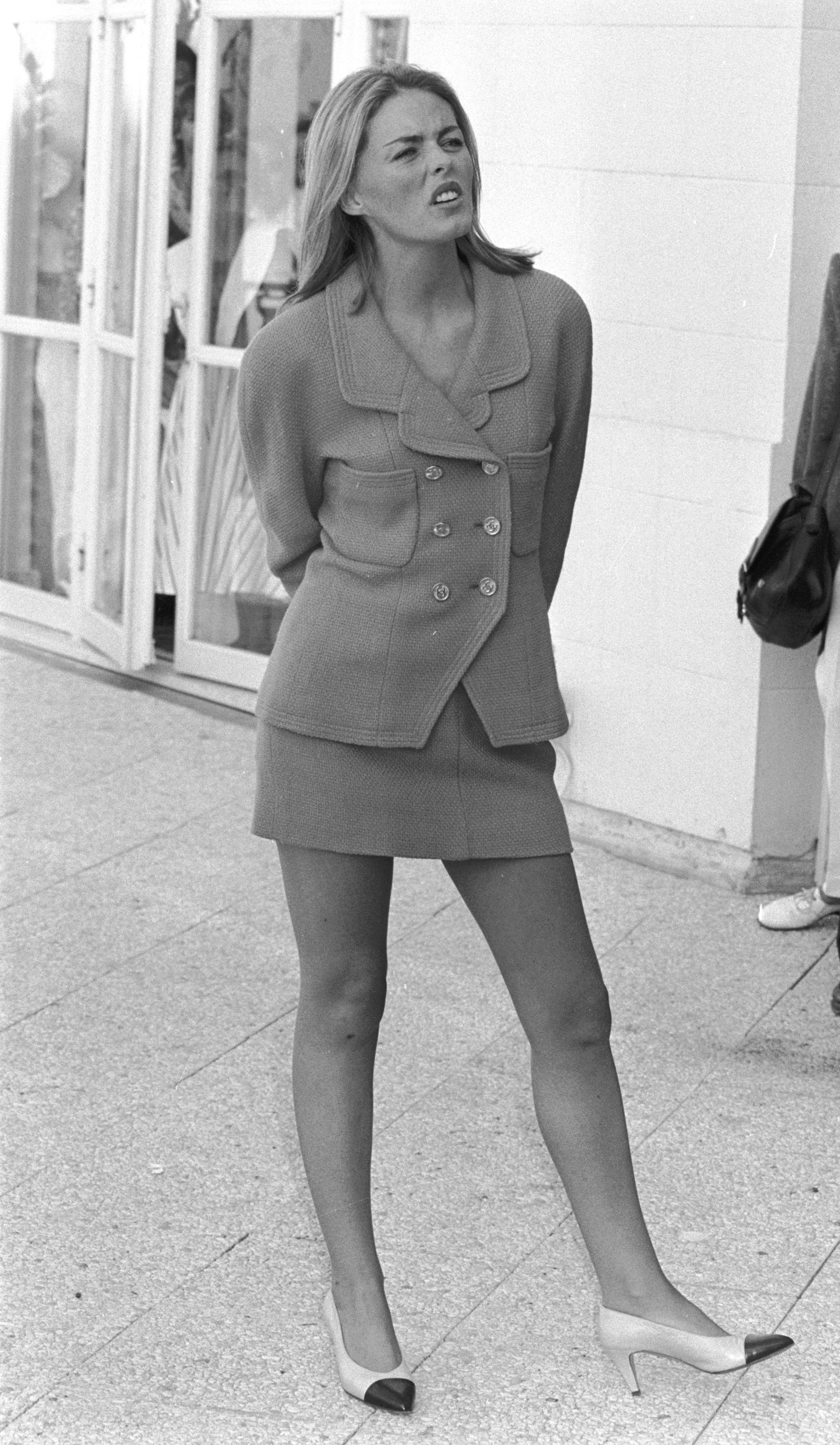
Kensit nel 1991 al Festival del cinema americano di Deauville

Dopo un periodo di relativo silenzio, nel 2004 la Kensit torna al grande successo di pubblico partecipando a popolari serie televisive britanniche, la soap opera Emmerdale, e le commedie Bo Selecta e A Bear's Tail (2005). Sempre nel 2004 la sua voce viene campionata per incidere il singolo Subtravel da parte di Alex Farolfi. Successivamente partecipa a vari spettacoli televisivi ed eventi che ne consacrano nuovamente la popolarità; nel settembre 2006 lascia la serie Emmerdale, poiché i trasferimenti nello Yorkshire (dove viene girata la soap opera) e il tempo che passa lontano dai figli sono diventati troppo pressanti. In seguito è fra i protagonisti di Holby City, una pluripremiata serie televisiva britannica di ambientazione medica.
Nel 2010 partecipa all'edizione inglese di Strictly Come Dancing, e viene poi eliminata durante il corso della 9 settimana, arrivando settima. Nel 2015 partecipa all'edizione inglese del Big Brother, venendo poi eliminata durante la terza settimana. Dal 2016 conduce un programma su Magic Radio.

### Vita privata
Patsy Kensit si è sposata quattro volte, sempre con musicisti. Nel 1988 con Dan Donovan, tastierista del gruppo musicale Big Audio Dynamite. Nel 1992 con Jim Kerr, voce dei Simple Minds, da cui ha il primo figlio, James, nato il 4 settembre 1992. Nel 1997 si sposa con Liam Gallagher, uno dei due fratelli del gruppo Oasis, da cui ha un figlio, Lennon Frances, nato il 13 settembre 1999 e così chiamato in onore di John Lennon. Divorzia da Gallagher nel 2000. Dopo altre relazioni, il 29 novembre 2007 sposa Jeremy Healy, noto DJ inglese, da cui divorzia il 31 marzo 2008.
Patsy Kensit tifa per il Tottenham.

## Filmografia

### Cinema
- Il grande Gatsby (The Great Gatsby), regia di Jack Clayton (1974)
- Il giardino della felicità (The Blue Bird), regia di George Cukor (1976)
- Una strada, un amore (Hanover street), regia di Peter Hyams (1979)
- Lady Oscar, regia di Jacques Demy (1979)
- Absolute Beginners, regia di Julien Temple (1986)
- Don Bosco, regia di Leandro Castellani (1988)
- L'opera del seduttore (A Chorus of Disapproval), regia di Michael Winner (1988)
- Arma letale 2 (Lethal Weapon 2), regia di Richard Donner (1989)
- Chicago Joe (Chicago Joe and the Showgirl), regia di Bernard Rose (1990)
- Blue Tornado, regia di Antonio Bido (1991)
- Colpo doppio (Timebomb), regia di Avi Nesher (1991)
- Bella e accessibile (Twenty-One), regia di Don Boyd (1991)
- Beltenebros, regia di Pilar Miró (1991)
- Tutta colpa del fattorino (Blame It on the Bellboy), regia di Mark Herman (1992)
- Presenze (The Turn of the Screw), regia di Rusty Lemorande (1992)
- Angeli e insetti (Angels and Insects), regia di Philip Haas (1995)
- Premonizioni mortali (Dream Man), regia di René Bonnière (1995)
- Tunnel Vision, regia di Clive Fleury (1995)
- La grazia nel cuore (Grace of My Heart), regia di Allison Anders (1996)
- Janice Beard - Segretaria in carriera (Janice Beard 45 WPM), regia di Clare Kilner (1999)
- Best , regia di Mary McGuckian (2000)
- The One & Only - È tutta colpa dell'amore (The One and Only), regia di Simon Cellan Jones (2002)
- Bad Karma, regia di John Hough (2002)
- American Party - Due gambe da sballo (Who's Your Daddy?), regia Andy Fickman (2002)
- Darkness Falling, regia di Dominic Shiach (2003)
- Shelter Island, regia di Geoffrey Schaaf (2003)
- Played - Se non giochi muori (Played), regia di Sean Stanek (2006)
- The Magic Door, regia di Paul Matthews (2007)
- The Pebble and the Boy, regia di Chris Green (2021)
- Renegades, regia di Daniel Zirilli (2022)
- A Gangster's Kiss, regia di Ray Burdis (2024)

### Televisione
- The Mystery of the Disappearing Schoolgirls, regia di Andrew Gosling – film TV (1980)
- Schoolgirl Chums, regia di Ian Keill – film TV (1982)
- The Tragedy of Richard III, regia di Jane Howell – film TV (1983)
- La vendetta dei fratelli Corsi (The Corsican Brothers), regia di Ian Sharp – film TV (1985)
- McDonald & Dodds – serie TV, episodio 2x01 (2021)
- EastEnders – serial TV, 21 episodi (2023)
- Delitti in Paradiso - Feste in famiglia (It's Behind You), regia di Steve Brett – film TV (2023)

## Doppiatrici italiane
Nelle versioni in italiano delle opere in cui ha recitato, Patsy Kensit è stato doppiata da:
- Barbara Berengo Gardin in Presenze, Bad Karma, Delitti in Paradiso - Feste con delitto
- Francesca Guadagno in Il giardino della felicità
- Liliana Sorrentino in Tutta colpa del fattorino
- Cristina Boraschi in Angeli e insetti
- Cinzia De Carolis in The One & Only
- Antonella Rinaldi in Arma letale 2, Shelter Island
- Emanuela Rossi in Don Bosco
- Laura Romano in Best

## Discografia

### Singoli
- 1988 - La luce buona delle stelle (Remixed version) (con Eros Ramazzotti)